# Нсандже (округ)
Нсандже (англ. Nsanje) — округ в Южном регионе Малави. По состоянию на 2008 год в округе проживало 238 103 человека. Площадь территории составляет 1924 км². Административный центр — город Нсандже.

## География
На севере граничит с округами Чиквава и Тайоло. на юге с Мозамбиком. Является самым южным округом страны.

## Население
Местное население говорит на языке ньянджа, также распространён португальский и английский.

## Экономика
Основа экономики округа — это выращивание кукурузы, хлопка и риса.